# Koivusaari (métro d'Helsinki)
Pour les articles homonymes, voir Koivusaari.
Koivusaari (en finnois : Koivusaari et en suédois : Björkholmen) est une station de métro finlandaise du tronçon central de l'unique ligne du réseau métropolitain de la ville d'Helsinki. Elle dessert la partie occidentale de Lauttasaari dans le district du même nom.
Mise en service en 2017.

## Situation sur le réseau

Plan du métro.

Établie en souterrain, Koivusaari est une station de passage de la section commune aux lignes ligne M1 et ligne M2 du métro d'Helsinki. Elle est située entre la station Keilaniemi, en direction du terminus Matinkylä ou Tapiola.
Elle dispose d'un quai central, encadré par les deux voies de la ligne.

## Histoire
La station Koivusaari est mise en service le 18 novembre 2017, lors de l'ouverture à l'exploitation du prolongement de Ruoholahti à Matinkylä. Elle tient son nom de l'île de Koivusaari située juste à côté de la station.

## Services aux voyageurs

### Accès et accueil
La station dispose d'un unique accès, accessible aux personnes à la mobilité réduite.

Installations
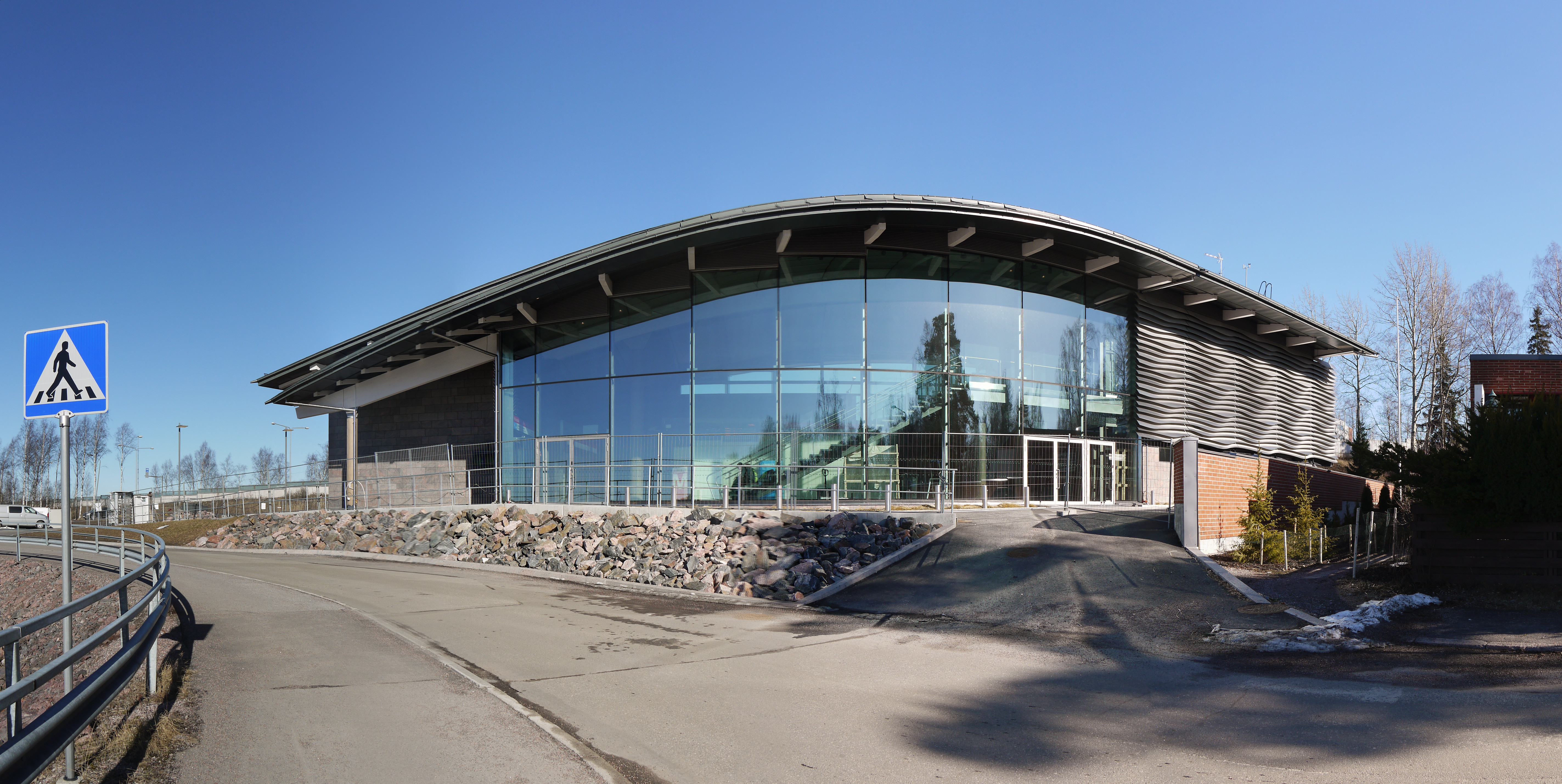
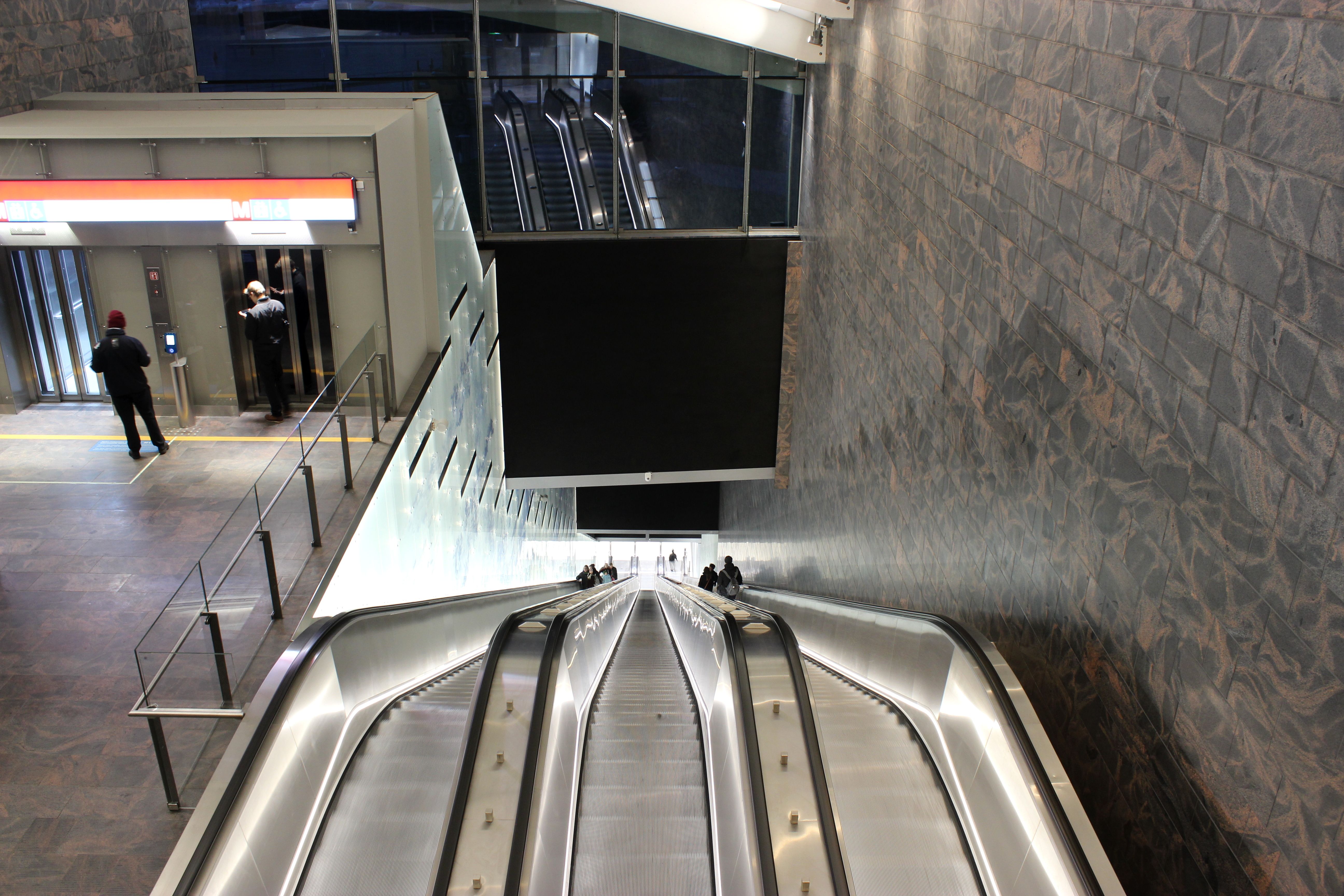
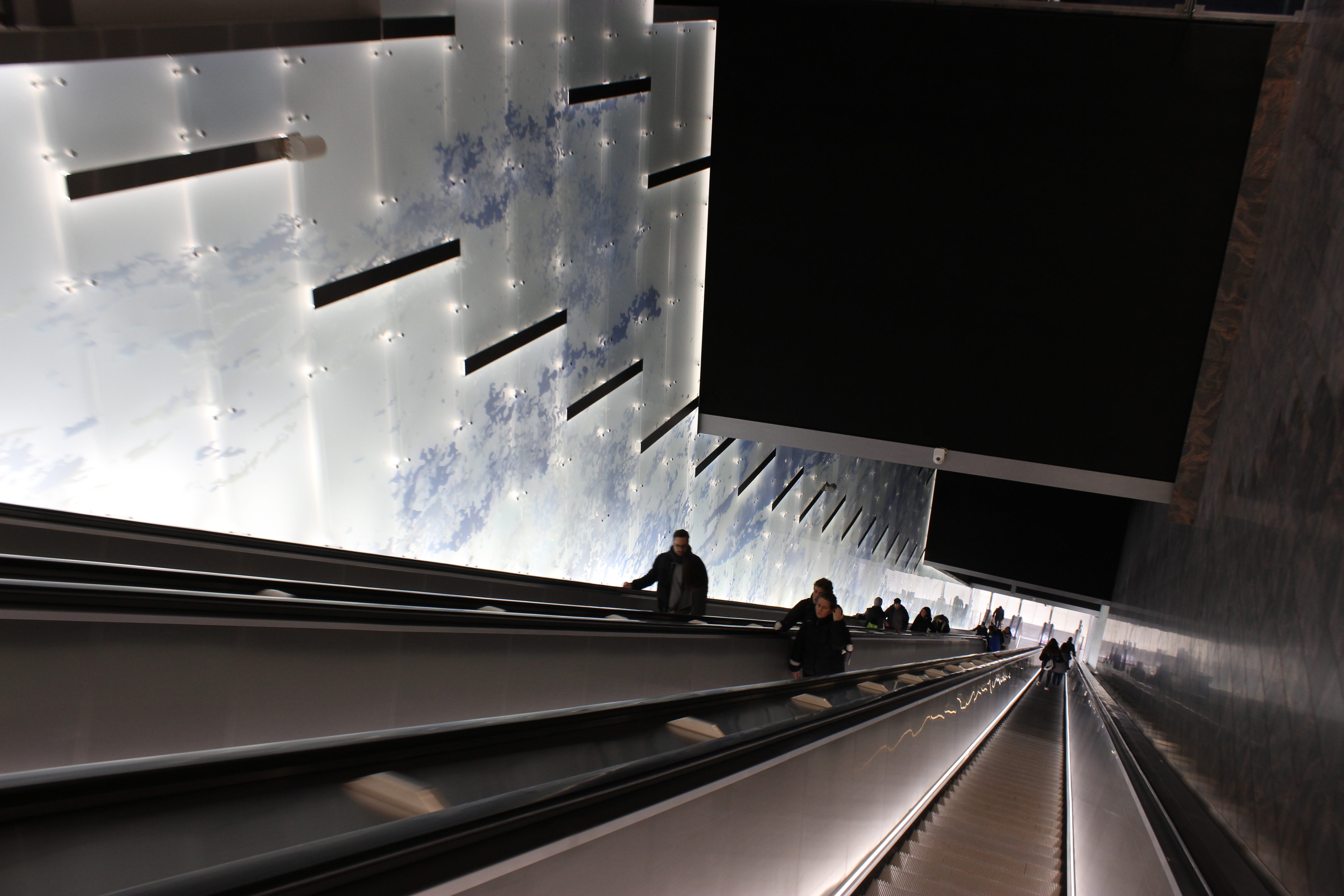

### Desserte
Koivusaari est desservie alternativement par les rames de la ligne M1 et de la ligne M2.

Installations et desserte
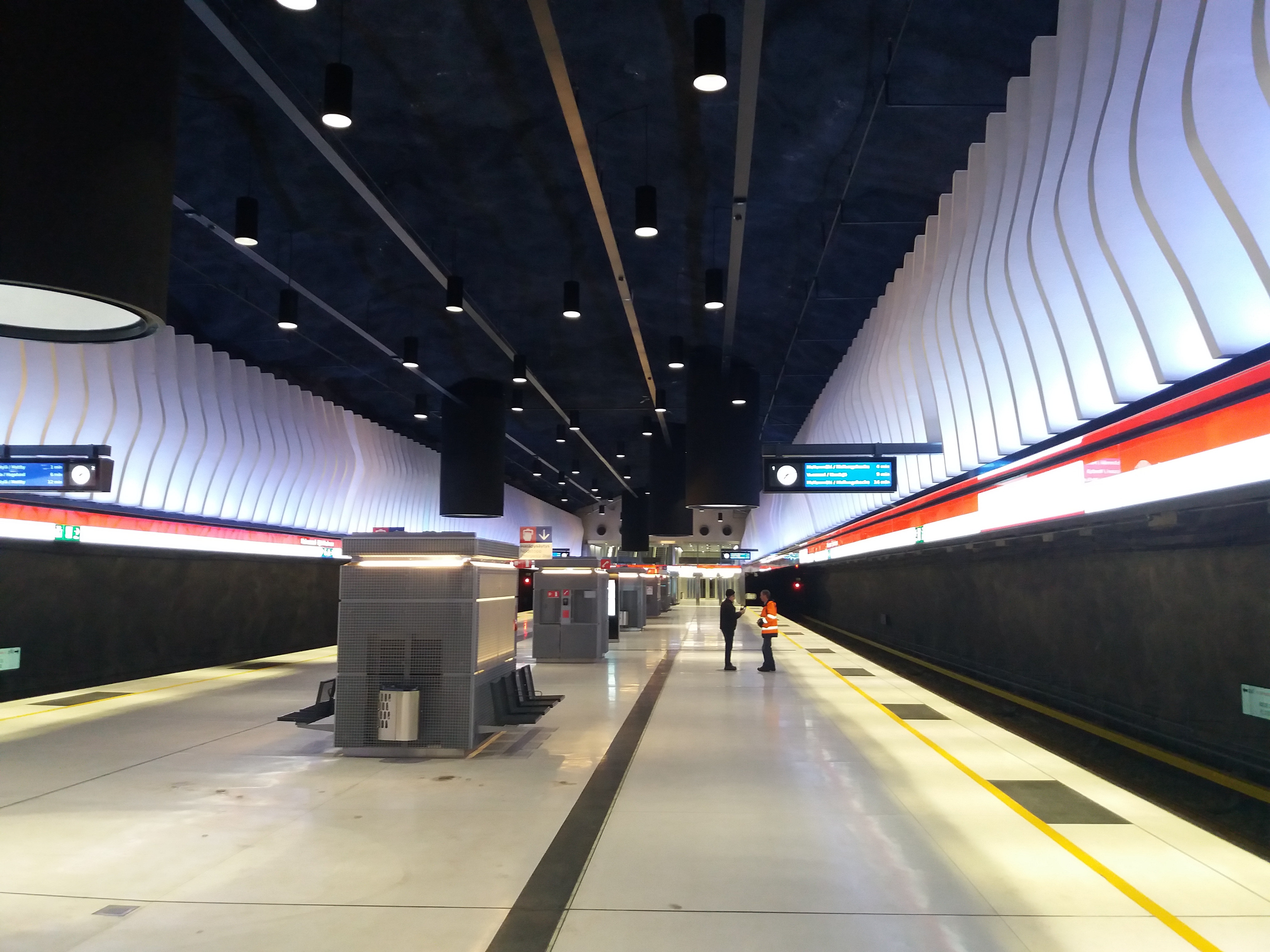
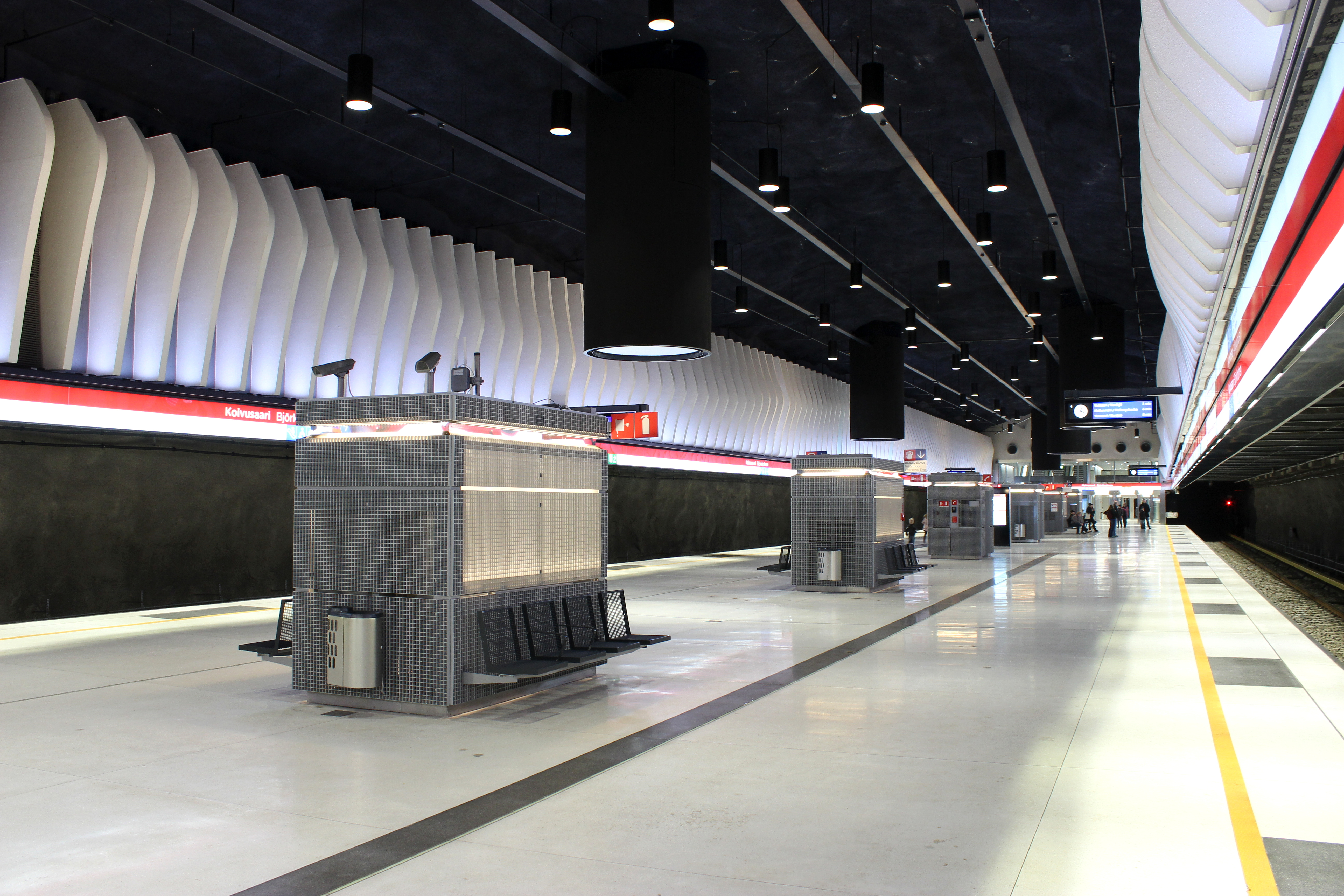
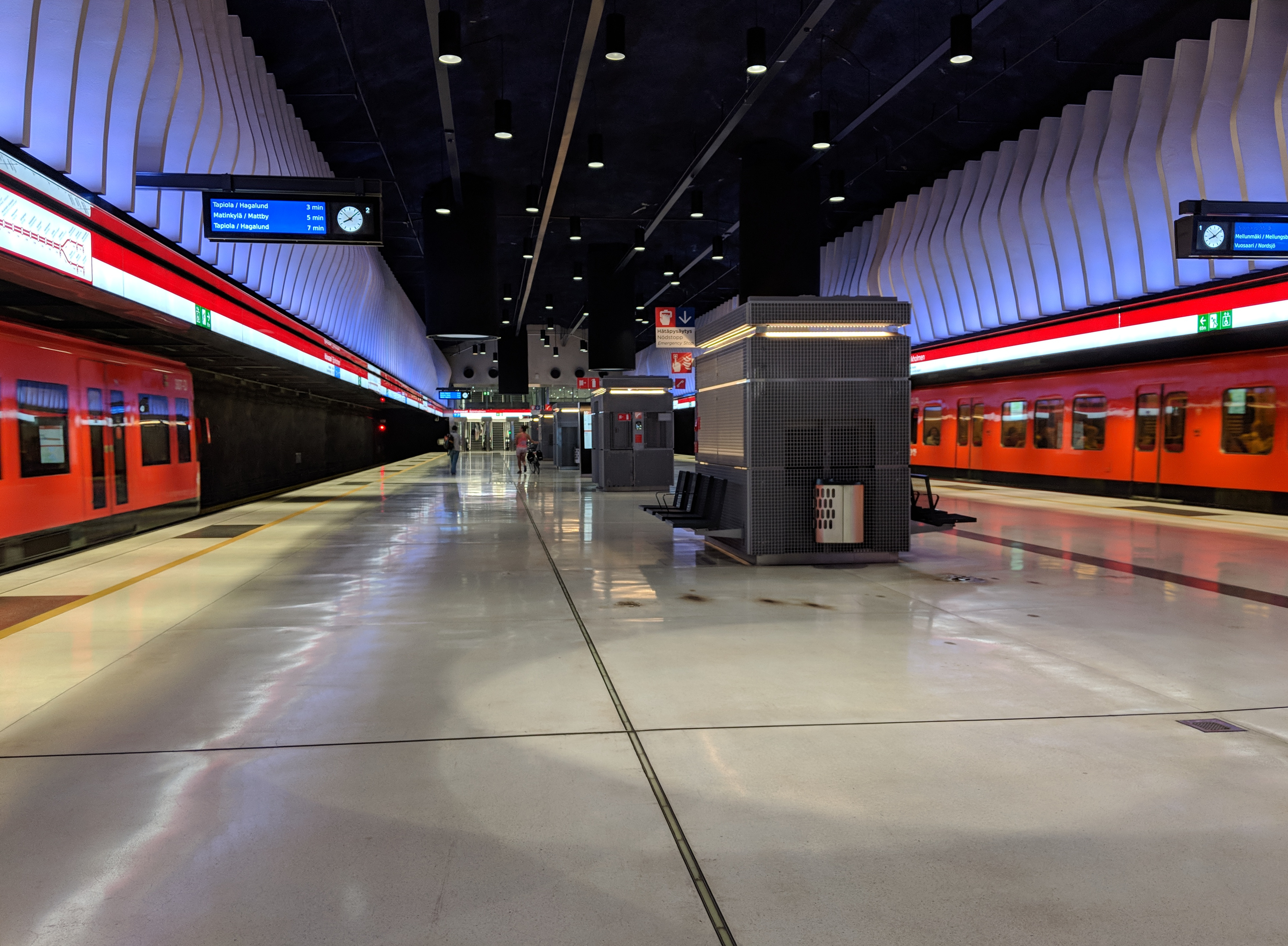

### Intermodalité
Elle dispose d'un parc pour les vélos et est desservie par les bus des lignes 22, 104, U192T et bus de nuit 21N et 112N.